# Miguel Bover Pons
Miguel Bover Pons  (* 14. Februar 1928 in Palma; † 25. Januar 1966 ebenda) war ein spanischer Radrennfahrer.
Miguel Bover war Profi-Radrennfahrer von 1948 bis 1962. 1953, 1954 und 1955 wurde er spanischer Meister in der Einerverfolgung. Sein größter Erfolg war der Sieg bei der Andalusien-Rundfahrt 1956. Im selben Jahr gewann er die Eintagesrennen Trofeo Jaumendreu und Gran Premio Pascuas sowie eine Etappe der Tour de France und war damit der erste Mallorquiner, dem das gelang. 1962 gewann er das Sechstagerennen von Madrid, gemeinsam mit Miguel Poblet.
Nur vier Jahre nach seinem Rücktritt vom aktiven Radsport starb Bover auf der Jagd an Kreislaufversagen.
Miguel Bover Pons war der Sohn des Radrennfahrers Miguel Bover Salom; sein Bruder war Juan Bover Pons, ebenfalls Radrennfahrer. 